# Govenia tingens
Govenia tingens är en orkidéart som beskrevs av Eduard Friedrich Poeppig och Stephan Ladislaus Endlicher. Govenia tingens ingår i släktet Govenia och familjen orkidéer. Inga underarter finns listade i Catalogue of Life.